# Сперанские
Спера́нские — графский род.
Выходцы из духовного сословия, потомство М. М. Сперанского, возведённого 1 января 1839 года в графское достоинство Российской Империи 

в воздаяние долговременной, отличной службы и неутомимых трудов на пользу Отечеству— ОГДРИ XI, 11
Его дочь, Елизавета Михайловна (1799—1857), была замужем за А. А. Фроловым-Багреевым (1783—1845) — действительным тайным советником.
Их дочь, Мария Александровна (1826—1887) была замужем за князем Родионом Николаевичем Кантакузиным (1812—1880) — генерал-майором.
Их сын, князь Михаил Родионович Кантакузин (1848—1894) — действительный статский советник. Именным Высочайшим указом, от 19 (31) мая 1872 года, повелено единственному правнуку по дочери покойного действительного тайного советника, графа Михаила Сперанского, князю Михаилу Родионовичу Кантакузину присоединить к свой фамилии и титулу титул и фамилию графа Сперанского и именоваться впредь князем Кантакузиным графом Сперанским.
Титул наследовал его сын, Михаил (1875—1954) — генерал.

## Описание герба
Щит пересечен на золото и лазурь. В первой части возникающий Императорский орел, имеющий на груди овальный червленый, с золотою каймою, щит с золотым же вензелевым изображением Имени Императора Николая I. Во второй части два серебряных соболя, стоящие на задних лапах и держащие две, накрест положенные золотые стрелы и такой же лук, и сопровождаемые в главе части серебряной о шести лучах звездою.
Щит увенчан шлемом, украшенным графскою короной. Нашлемник: возникающий Императорский орел, со скипетром и державой и имеющий на груди овальный червленый с золотою каймою щит с золотым же вензелевым изображением Имени Императора Николая I-го. Намет: лазуревый, с серебром. Щитодержатели: Тобольский городовой казак и бурят, вооруженный луком и стрелами. Девиз: «Sperat in adversis», чёрными буквами на серебряной ленте.